# Antonia Haacke
Antonia Haacke (* 29. August 1967 in München) ist eine ehemalige deutsche Synchronsprecherin und heutige Unternehmerin.

## Leben und Wirken
Haacke arbeitete als Supervisorin, Synchronsprecherin und Aufnahmeleiterin. Nach Stationen bei FFS – Film & Fernseh Synchron GmbH, Columbia Tristar und einer Münchner Castingagentur verantwortete und organisierte sie Projekte. 1990 zog sie sich als Synchronsprecherin zurück und gründete eine Vermittlungsagentur für Film, Fernsehen und Werbung, bei der sie Geschäftsführerin ist.
Antonia Haacke lebt und arbeitet in Geiselgasteig und ist die Exfrau von Michel Guillaume, Mutter von Geraldine Haacke-Guillaume und Schwester von Julia Haacke.

## Synchronsprecherin (Auswahl)
Filme
- 1985: Phenomena
- 1986: Ein ganz verrückter Sommer
- 1987: Alakazam – König der Tiere

Serien
- 1978–1982: Der unglaubliche Hulk
- 1981–1990: Falcon Crest
- 1984–1986: Trio mit vier Fäusten (Episode „Das falsche Opfer“)